# Union des Industries Ferroviaires Européennes
Die Union des Industries Ferroviaires Européennes (UNIFE) ist der Verband der europäischen Eisenbahnindustrie. Ihr Sitz liegt in Brüssel.
Sie repräsentiert seit 1992 die führenden Unternehmen der Bahnzulieferindustrie Europas und vertritt die Interessen von mehr als 100 großen und mittelständischen Unternehmen der Bahnindustrie, die in den Bereichen Design, Herstellung, Wartung und Sanierung von Eisenbahnverkehrssystemen, Subsystemen und Zubehör tätig sind. Die Mitgliedsunternehmen haben einen Marktanteil von 80 % in Europa und von mehr als 50 % weltweit. Die Mitgliedschaft schließt auch assoziierte Verbände ein. Das sind hauptsächlich nationale Bahnindustrieverbände wie zum Beispiel Verband der Bahnindustrie, MAFEX, Swissrail und Verband der Elektro- und Digitalindustrie.  

## Leitung
Der Verband wird von dem Generaldirektor Enno Wiebe geleitet, der Vorsitzende ist Michael Peter, Siemens Mobility.

## Sitz
Der Verband unterhält seit 1992 ein ständiges Büro in Brüssel, Hauptstadt Belgiens. Von dort aus führt sie enge Kontakte mit europäischen und internationalen Institutionen und ist zu einem wichtigen Partner in Verbindung mit transporttechnischen Entwicklungen geworden.

### Aufgaben
Von dem Büro aus koordiniert der Verband die Arbeit von mehr als 500 Experten, die in Ausschüssen und Expertengruppen bezüglich folgender Themen arbeiten:
- Güterverkehr
- Integrierte Schienensysteme
- Infrastruktur und Signalanzeigen
- Öffentlichkeitsarbeit
- Kommunikation